# Charmallaspis smithiana
Charmallaspis smithiana là một loài bọ cánh cứng trong họ Cerambycidae.